# Запретная любовь (телесериал, 1995)
«Запретная любовь» (нем. Verbotene Liebe) — немецкая мыльная опера, транслировавшаяся с января 1995 по январь 2015 года в будничном вечернем эфире, а затем с февраля по июль 2015 года в еженедельном вечернем эфире на канале Das Erste. Всего было показано 4664 серии.

## Сюжет

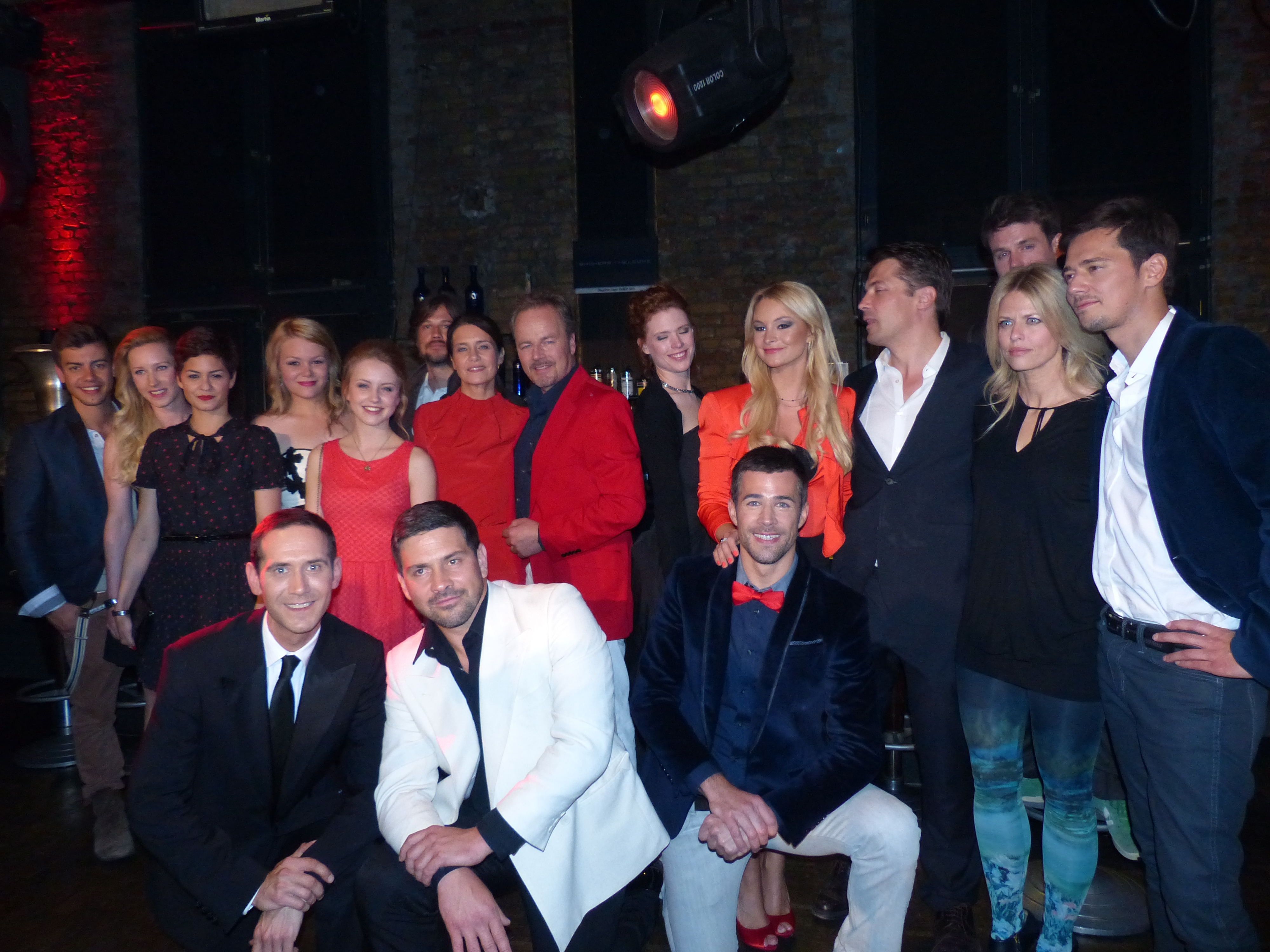
Актёрский состав на праздновании 18-летия сериала (май 2013)

В начале сюжет сериала был основан на австралийской мыльной опере «Сыновья и дочери», которая не транслировалась в Германии. Позднее развитие сюжета пошло своим путём. Героями сериала являются богатые кланы Дюссельдорфа, плетущие интриги друг против друга в лучших традициях «Далласа» и «Династии». Таковы, например, кланы Анштеттенов, Байенбахов и Ланштайнов. В течение всего сериала постепенно ведущая роль в сериале переходила от одного клана к другому. В последние годы сюжет сериала вертелся вокруг клана фон Ланштайнов. Кроме того, среди главных героев сериала всегда присутствовали и семьи из средних слоёв, например, Бранднеры.
Главной темой сериала, оправдывая его название, всегда была запретная любовь — любовь, которой противостоит общество или которой не суждено быть: любовь между представителями враждующих кланов, любовь между людьми из разных социальных слоёв, любовь между представителями разных национальностей и культур, любовь между братом и сестрой, любовь девушки к жениху сестры или к невесте брата, любовь между лицами с огромной разницей в возрасте, однополая любовь, любовь гея к гетеросексуалу или гетеросексуальной женщины к гею. Героям приходится либо бороться с обществом, доказывая всем и вся своё право быть счастливыми, или бороться с собой, подавляя свои чувства.
Сериал затрагивал различные насущные вопросы повседневности, а также обращался к запретным темам, ломая существующие табу. Так в сериале неоднократно тематизировались наркомания, алкоголизм, шизофрения, ВИЧ/СПИД, похищение человека, шантаж, убийство, изнасилование, суицид, аборт, супружеская измена, полиамория, однополые отношения, гомофобия, каминг-аут, педофилия, инцест и другие.
По случаю завершения сериала в июле 2015 года программный директор «Первого Немецкого Телевидения» Фолькер Херрес так описал этот сериал:
| «Запретная любовь» вошла в историю телевидения, рано вступившись за толерантность в любви и за принятие однополых отношений. В прошедшие два десятилетия произошли большие социальные изменения, многие табу были разрушены. Поэтому мы не хотим сейчас устраивать траур по поводу окончания сериала, лучше мы оглядимся назад в 20 успешных лет, полных напряжения и эмоций. Оригинальный текст (нем.)Die 'Verbotene Liebe' hat ein Stück Fernsehgeschichte geschrieben, indem sie früh für Toleranz in der Liebe und Akzeptanz der gleichgeschlechtlichen Partnerschaft eingetreten ist. In den vergangenen zwei Jahrzehnten hat sich bei uns gesellschaftlich einiges verändert, einstige Tabus wurden hinterfragt und sind heute vielerorts keine mehr. So wollen wir jetzt nicht das Ende der Serie betrauern, sondern auf 20 erfolgreiche Jahre voller Spannung und Emotionen zurückblicken. |

## Место съёмок

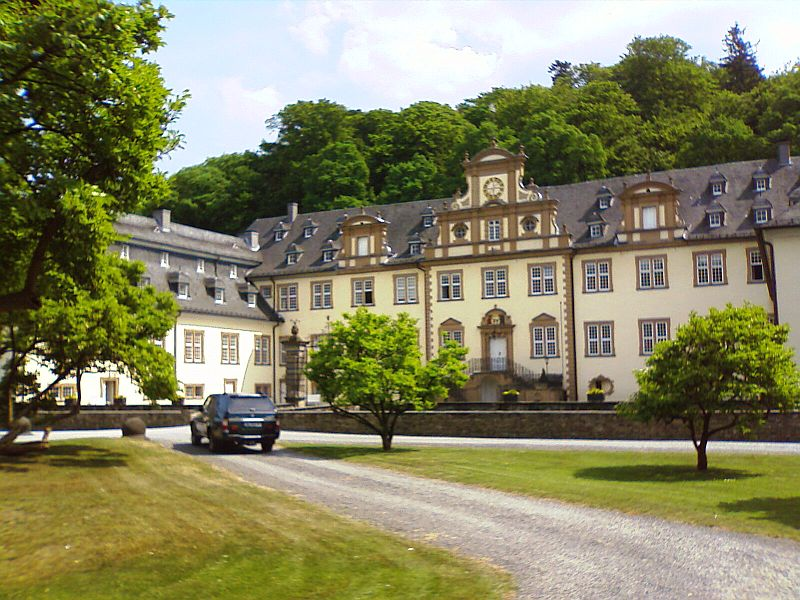
Замок Эресхофен использовался в сериале как замок Кёнигсбрунн — фамильное имение Ланштайнов

До закрытия съёмки сериала проходили на студии Magic Media Company в Оссендорфе (район Кёльна). До 2003 года сериал снимался на студии WDR в другом районе Кёльна — Боклемюнде. Действие сериала разворачивается, однако, в Дюссельдорфе. Для уличных съёмок часто использовалась Королевская аллея в Дюссельдорфе, замок Эресхофен в Энгельскирхене (замок использовался в сериале как Кёнигсбрунн — фамильное имение Ланштайнов) и башня Post Tower в Бонне в качестве здания «Ланштайн-Холдинг».

## История
В 1998 году сериал смотрели 2,8 миллионов человек, тогда как в 2014 — лишь 1,3 миллиона, что составляло 6,8 процента зрительской аудитории. Для сравнения: рейтинг самой популярной немецкой мыльной оперы «Хорошие времена, плохие времена» с 2000 по 2010 год также упал на четверть, что отражает общую тенденцию падения рейтинга мыльных опер на немецком телевидении.
В июле 2014 года телекомпания ARD, занимающаяся производством телесериала, сообщила о его планирующемся закрытии в начале 2015 года после 20 лет успешного показа. К тому моменту в эфире было показано более 4500 серий. Позднее появилась информация о том, что сериал всё же не будет полностью закрыт, однако с февраля 2015 года перейдёт в еженедельный формат по 48 минут. После завершения показа отснятого материала было принято решение об окончательном закрытии сериала после 4664 серии.

## Награды
- 2005: Премия международного фестиваля «Золотая Роза» в категории «Лучшая мыльная опера».
- 2011: Премия German Soap Award в категории «Лучшая любовная пара»: Оливер и Кристиан (Йо Вайль и Торе Шёлерман).
- 2011: Премия German Soap Award в категории «Самая сексуальная актриса»: Ясмин Лорд.
- 2011: Премия German Soap Award в категории «Лучший актёр по выбору фанатов»: Йо Вайль.
- 2012: Премия German Soap Award в категории «Лучший актёр»: Вольфрам Грандецка.
- 2012: Премия German Soap Award в категории «Лучший актёр по выбору фанатов»: Йо Вайль.